# Dalton (Ohio)
Dalton es una villa ubicada en el condado de Wayne en el estado estadounidense de Ohio. En el Censo de 2010 tenía una población de 1830 habitantes y una densidad poblacional de 469,48 personas por km².

## Geografía
Dalton se encuentra ubicada en las coordenadas 40°47′57″N 81°42′14″O / 40.79917, -81.70389. Según la Oficina del Censo de los Estados Unidos, Dalton tiene una superficie total de 3.9 km², de la cual 3.9 km² corresponden a tierra firme y (0%) 0 km² es agua.

## Demografía
Según el censo de 2010, había 1830 personas residiendo en Dalton. La densidad de población era de 469,48 hab./km². De los 1830 habitantes, Dalton estaba compuesto por el 96.67% blancos, el 0.27% eran afroamericanos, el 0.11% eran amerindios, el 0.87% eran asiáticos, el 0.05% eran isleños del Pacífico, el 0.05% eran de otras razas y el 1.97% pertenecían a dos o más razas. Del total de la población el 1.48% eran hispanos o latinos de cualquier raza.